# Mingus Moves
Mingus Moves ist ein Jazzalbum von Charles Mingus, das vom 29. bis 31. Oktober 1973 aufgenommen und bei Atlantic Records veröffentlicht wurde.

## Hintergrund
Mit dem Ausscheiden von Charles McPherson, Eddie Preston und Bobby Jones Ende 1972 musste Charles Mingus seine reguläre Band neu formieren. 1973 verpflichtete er drei neue Musiker, zunächst den Pianisten Don Pullen, später den Trompeter Ronald Hampton und den Tenorsaxophonisten George Adams. Nach einigen Tourneekonzerten spielte diese Band in der Woche vor den Aufnahmen im Village Vanguard, wo Dannie Richmond ein Konzert besuchte. Nach einem entsprechenden Angebot von Mingus kehrte sein langjähriger Weggefährte und Schlagzeuger am ersten Tag der Aufnahmen in die Mingus-Band zurück.
Im Frühjahr 1973 entschied Clive Davis für Columbia Records, die Verträge mit allen Jazzmusikern mit Ausnahme von Miles Davis zu kündigen. Mingus wechselte daraufhin zu Atlantic Records zurück und konnte auch die Bänder eines Mitschnitts 1972 in Ronnie Scott’s Jazz Club mitnehmen. Er entschied sich jedoch gegen das Livealbum aus London, sondern für ein Studioalbum mit seiner Band, zu der nun wieder sein Alter Ego Danny Richmond gehörte. Dessen Vorgänger Doug Hammond ist aber als Sänger des Titelstücks „Moves“ zu hören. Dort wirkt auch die Sängerin Honey Gordon mit (mit der Mingus seit den 1950ern gelegentlich zusammenarbeitete).

## Die Musik
Todd S. Jenkins spricht in seinem Werk über Mingus die Veränderungen an, die sich in dem Album manifestieren: Zum ersten Mal seit langem kamen hier verstärkt Kompositionen der mitwirkenden Musiker – bzw. des beteiligten Arrangeurs Sy Johnson zum Tragen; Mingus selbst steuerte nur drei (von sieben damals veröffentlichten) Kompositionen bei. Zum anderen holte er damals mit Adams und Pullen Musiker in seine Band, die weiter in Richtung Free Jazz strebten als alle seine anderen Musiker zuvor. Jenkins stellte außerdem fest, dass sich der Bandleader mit seinem Instrument sehr zurücknahm; es gab auf Mingus Moves keine ausgedehnten Solos auf dem Bass zu hören.
Das Album gehört zwar nicht zu den herausragendsten Veröffentlichungen von Charles Mingus, jedoch sind die drei Kompositionen „Canon“, „Opus 3“ sowie „Opus 4“ bemerkenswert.
„Canon“ hat, wie der Titel schon andeutet, ein Thema, das als Kanon gespielt werden kann. Das Stück hat einen sakral anmutenden Charakter und wird in einem warmen, fließenden Klang von Don Pullen und George Adams dargeboten. „Canon“ hat starke Bezüge zu Klangbildern von John Coltrane. Die Melodie bezieht sich auf den „Work Song“, den Mingus 1955 bei Mingus at the Bohemia spielte. Adams leitet das Stück mit seinem langsamen, pentatonischen Spiel ein, das Hampton Echo-artig beantwortet; dann setzen Richmond und Pullen den Rhythmus im 3/8-Takt und George Adams setzt sein Solo darüber, das Hampton mit dem Themenspiel fortsetzt, um in Call-and-Response-Spielweise auszuklingen.
„Opus 4“ ist eine swingende „straight ahead“ -Nummer, die im 6/4-Takt beginnt und zum 4/4-Takt wechselt und in der Don Pullen in seinem Solo zu freierem Spiel gelangt.
„Moves“ ist eine Komposition von Doug Hammond, dem Interims-Drummer der Band. Der Titel wird von ihm und Honey Gordon gesungen.
„Wee“ ist eine eher konventionell angelegte Komposition, komponiert und arrangiert von Sy Johnson, der mit Mingus auf den vorangegangenen Alben Let My Children Hear Music (1971) und Mingus And Friends In Concert (1972) zusammenarbeitete. Die Musiker halten sich eng an das Arrangement; lediglich George Adams spielt ein etwas freier ausgestaltetes Solo.
„Flowers“, geschrieben von George Adams, ist eine eher gefällige Komposition und bietet kompakt swingenden Mainstream Jazz. Vorgestellt wird der Trompeter Ronald Hampton.
„Newcomer“ ist eine Komposition von Don Pullen, gewidmet seiner neu geborenen Tochter. Das Stück enthält ein Flötensolo von George Adams.
„Opus 3“ ist nach Art der Bebop heads entstanden und beruht auf den Harmonien der Mingus-Komposition Pithecanthropus Erectus (1957). In diesem mittelschnellen Stück erlebt man ein freieres Spiel der Bläser, vor allem von George Adams.
Auf der CD-Ausgabe von 1993 sind zusätzlich die Stücke „Big Alice“ und „The Call“ enthalten, die auf denselben Aufnahmesitzungen eingespielt wurden.

## Die Titel des Albums
- Charles Mingus: Mingus Moves (Atlantic SD 1653, Atlantic/Rhino R2 71454)

1. Canon (5:28)
2. Opus 4 (6:39)
3. Moves (3:43) (Doug Hammond)
4. Wee (8:57) (Sy Johnson)
5. Flowers For a Lady (6:44) (George Adams)
6. Newcomer (7:13) (Don Pullen)
7. Opus 3 (10:26)
8. Big Alice (5:44) (Don Pullen)
9. The Call (7:13) (Komponist unbekannt)

Alle Kompositionen – außer angegeben – stammen von Charles Mingus. Die Stücke wurden am 29. bis 31. Oktober 1973 aufgenommen.

## Besprechungen
In der amerikanischen Fachzeitschrift Down Beat erhielt Moves bei der Plattenbesprechung mit fünf Sternen eine Höchstbewertung. Scott Yanow gab dem Album bei Allmusic vier von fünf Sternen und stellt das „exzellente Quintett“ heraus. Zwar seien nur drei der sieben Stücke von Mingus, aber die Musik auf Move sei insgesamt von seinem suchenden und unveraussagbaren Stil geprägt.
Nach Ansicht der Mingus-Biographen Horst Weber & Gerd Filtgen sind das erste und das letzte Stück des Albums, „Canon“ und „Opus 3“, sicher „die beeindruckendsten Stücke dieser Platte. Es ist erstaunlich, wie eng sich die Musiker hier noch an die Arrangements halten, wenn man weiß, wie heiß, frei, wild und feurig ihre Liveauftritte waren.“